# Адміністративний устрій Дворічанського району
Адміністративний устрій Дворічанського району — адміністративно-територіальний поділ Дворічанського району Харківської області на 1 селищну та 13 сільських рад, які об'єднують 95 населених пунктів та підпорядковані Дворічанській районній раді. Адміністративний центр — смт Дворічна.

## Список радДворічанського району
| №  | Назва                          | Центр             | Населені пункти                                                                              | Площа км² | Місце за площею | Населення (2001), чол. | Місце за населенням |
| -- | ------------------------------ | ----------------- | -------------------------------------------------------------------------------------------- | --------- | --------------- | ---------------------- | ------------------- |
| 1  | Дворічанська селищна рада      | смт Дворічна      | смт Дворічна c. Западне                                                                      |           |                 |                        |                     |
| 2  | Вільшанська сільська рада      | c. Вільшана       | c. Вільшана c. Лиман Перший c. Масютівка c. Першотравневе                                    |           |                 |                        |                     |
| 3  | Богданівська сільська рада     | c. Богданівське   | c. Богданівське                                                                              |           |                 |                        |                     |
| 4  | Кам'янська сільська рада       | c. Кам'янка       | c. Кам'янка c. Бологівка c-ще Дворічанське c. Красне Перше c. Строївка c. Тополі             |           |                 |                        |                     |
| 5  | Колодязненська сільська рада   | c. Колодязне      | c. Колодязне c. Новоужвинівка c. Обухівка c. Одрадне                                         |           |                 |                        |                     |
| 6  | Кутьківська сільська рада      | c. Кутьківка      | c. Кутьківка c. Довгеньке c. Касянівка c. Лозова Друга c. Лозова Перша                       |           |                 |                        |                     |
| 7  | Лиманська Друга сільська рада  | c. Лиман Другий   | c. Лиман Другий                                                                              |           |                 |                        |                     |
| 8  | Миколаївська сільська рада     | c. Миколаївка     | c. Миколаївка c. Нежданівка c. Павлівка c. Петрівка                                          |           |                 |                        |                     |
| 9  | Новоєгорівська сільська рада   | c. Новоєгорівка   | c. Новоєгорівка c. Берестове c. Великий Виселок c. Гракове c. Іванівка c. Мальцівка c. Терни |           |                 |                        |                     |
| 10 | Петро-Іванівська сільська рада | c. Петро-Іванівка | c. Петро-Іванівка c. Митрофанівка c. Нововасилівка c. Новомлинськ c. Фиголівка               |           |                 |                        |                     |
| 11 | Пісківська сільська рада       | c-ще Тополі       | c-ще Тополі c. Піски c. Піщанка                                                              |           |                 |                        |                     |
| 12 | Рідкодубівська сільська рада   | c. Рідкодуб       | c. Рідкодуб c. Васильцівка c. Водяне c. Плескачівка c. Путникове                             |           |                 |                        |                     |
| 13 | Тавільжанська сільська рада    | c. Тавільжанка    | c. Тавільжанка c. Гороб'ївка c. Гряниківка c-ще Дворічне                                     |           |                 |                        |                     |
| 14 | Токарівська сільська рада      | c. Токарівка      | c. Токарівка c. Добролюбівка c. Мечнікове c. Петрівське                                      |           |                 |                        |                     |